# 巧合角龍屬
巧合角龍屬（屬名：Serendipaceratops）是鳥臀目恐龍的一屬，生存於早白堊紀的澳洲。巧合角龍的化石指有一個尺骨，身長估計只有2公尺。在被命名時，巧合角龍被認為是年代最早的角龍類之一。新研究認為牠們無法被歸類於鳥臀目的任何一科，因此目前歸類於鳥臀目頜齒類的分類不名屬，狀態是疑名。
模式種是亞瑟克拉克巧合角龍（S. arthurcclarkei），是以著名科幻小說家亞瑟·克拉克（Arthur C. Clarke）為名，他曾寫過《2001太空漫遊》（2001: A Space Odyssey）與《拉瑪任務》（Rendezvous with Rama）等小說，亞瑟·克拉克在專注於太空以前，曾著迷於恐龍。巧合的是，巧合角龍的屬名可以拆出Serendip一字，是斯里蘭卡的古名錫蘭，也是亞瑟·克拉克的生長地。

## 分類
在被命名時，巧合角龍被認為是已知最早的角龍類之一，牠們有時被分類於原角龍科。目前只有發現一個或兩個尺骨，都發現於澳洲維多利亞州東南部的恐龍灣，第一個的年代約1億1500萬年前，另一個的年代則為1億600萬年前。在當時，巧合角龍也被認為是唯一的南半球角龍類（南美洲的南角龍是可疑屬）。巧合角龍的尺骨，最初被認為類似纖角龍；近年研究推翻這個推論。在2010年的澳洲、紐西蘭恐龍研究，發現巧合角龍的尺骨特徵，並不限於原始角龍類所擁有，許多頜齒類鳥臀目恐龍也有這個特徵，而澳洲的甲龍類敏迷龍也有類似的尺骨特徵。

## 發現與種
巧合角龍的第一個化石被發現於澳洲維多利亞州東南岸，接近Kilcunda鎮。發現者是托馬斯·里奇（Thomas Rich）與帕特·里奇（Patricia Vickers-Rich）夫婦，他們並沒有認為這些化石屬於角龍類，因為角龍類幾乎不可能在澳洲出現。里奇夫婦認為這些化石屬於獸腳亞目恐龍。數個月後，他們造訪加拿大亞伯達省的皇家泰瑞爾古生物博物館，才發現這個尺骨非常類似纖角龍。因此，他們將這恐龍取名為巧合角龍（Serendipaceratops），serendipity意指「巧合」、「偶然」、或是「意外」。

## 重要性
在發現巧合角龍以前，除了南美洲的可疑屬南角龍以外，所有的角龍下目化石都發現於北半球，而原角龍科僅發現於北美洲與亞洲。巧合角龍不僅早於同科的原角龍達5000萬年之久，更生存於世界的另一端。
但根據2010年的新研究，巧合角龍的分類遭到質疑，目前是鳥臀目頜齒類的分類不名屬。

## 外部連結
- 巧合角龍簡介 （页面存档备份，存于） - 澳大利亞地質調查局官方網站
- BBC的亞瑟克拉克人物介紹 （页面存档备份，存于） - 19 July 2005
- 新發現的極地恐龍 （页面存档备份，存于） - 國家地理雜誌報導
- 原角龍科物種列表 - Planet Dinosaur網站
- 巧合角龍的發現過程與簡介 - Dann's Dinosaur網站 Serendipaceratops]
- 奇特的生物名稱與詞源列表
- 角龍下目的概述